# Laelia superbiens
Laelia superbiens es una especie de planta epifita que pertenece a la familia de las orchidaceae. Es originaria de México.

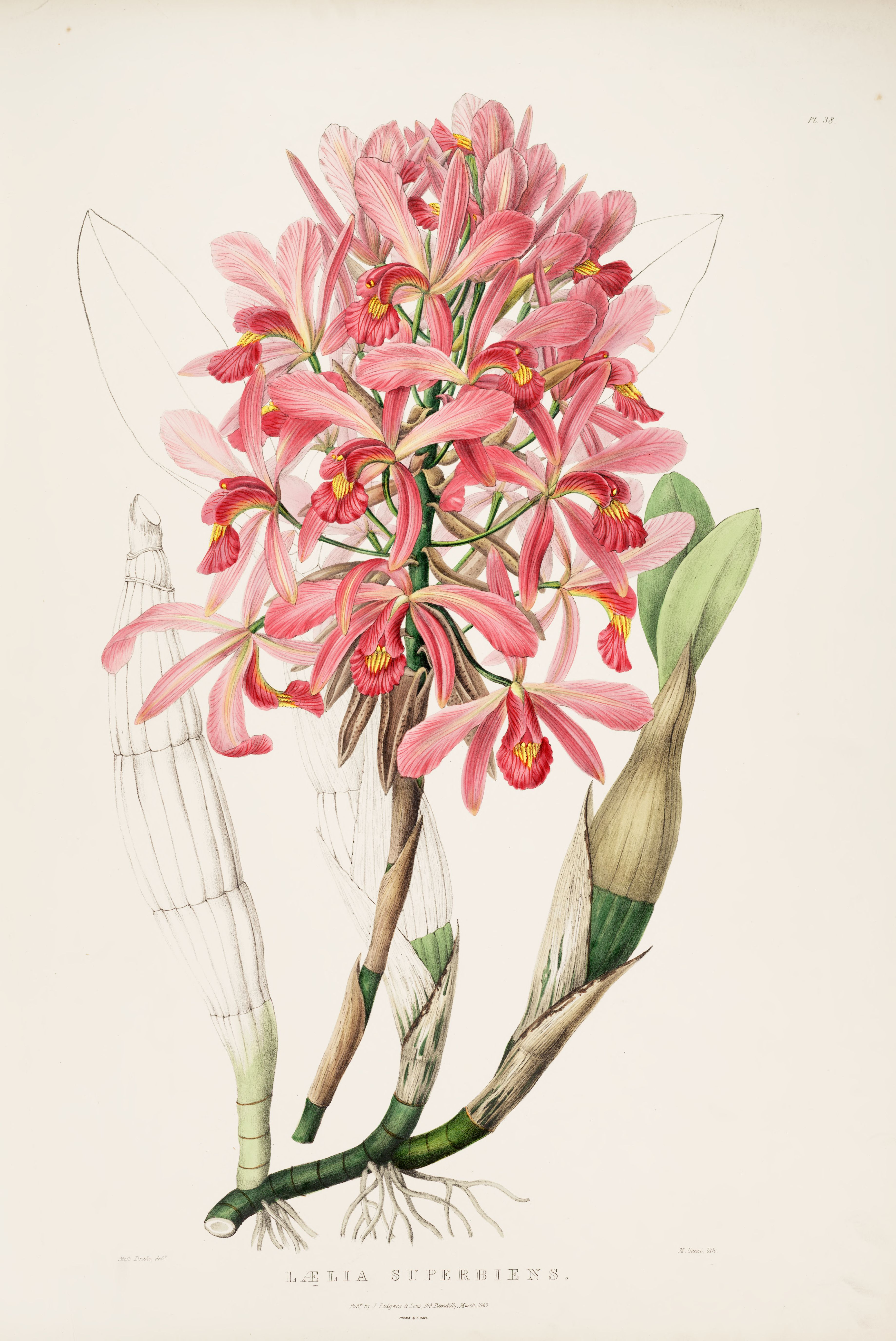
Ilustración de Miss S. A. Drake (fl. 1820s-1840s), publicado en The Orchidaceae of Mexico and Guatemala, tab. 38 de James Bateman (1811-1897)

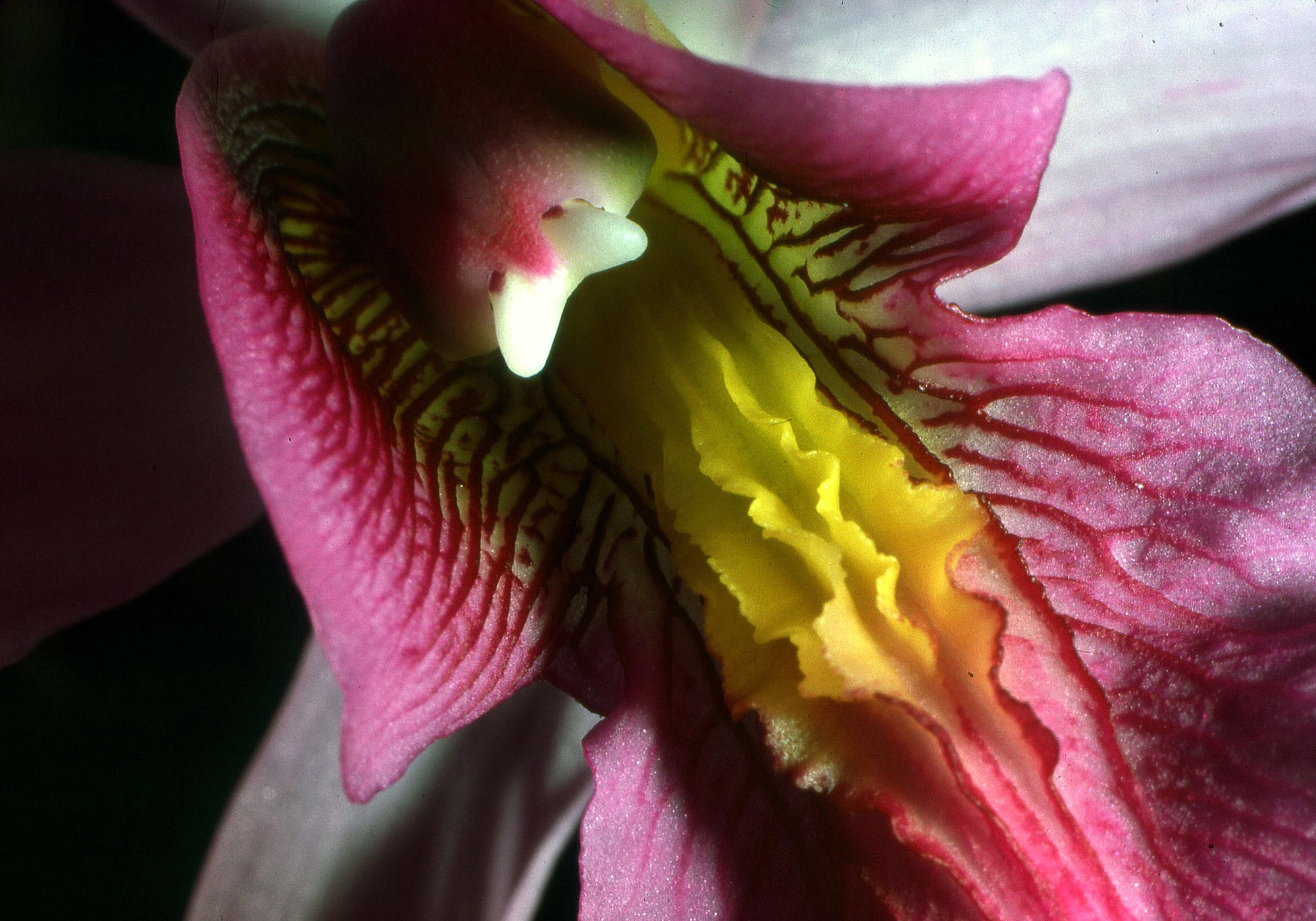
Detalle de la flor

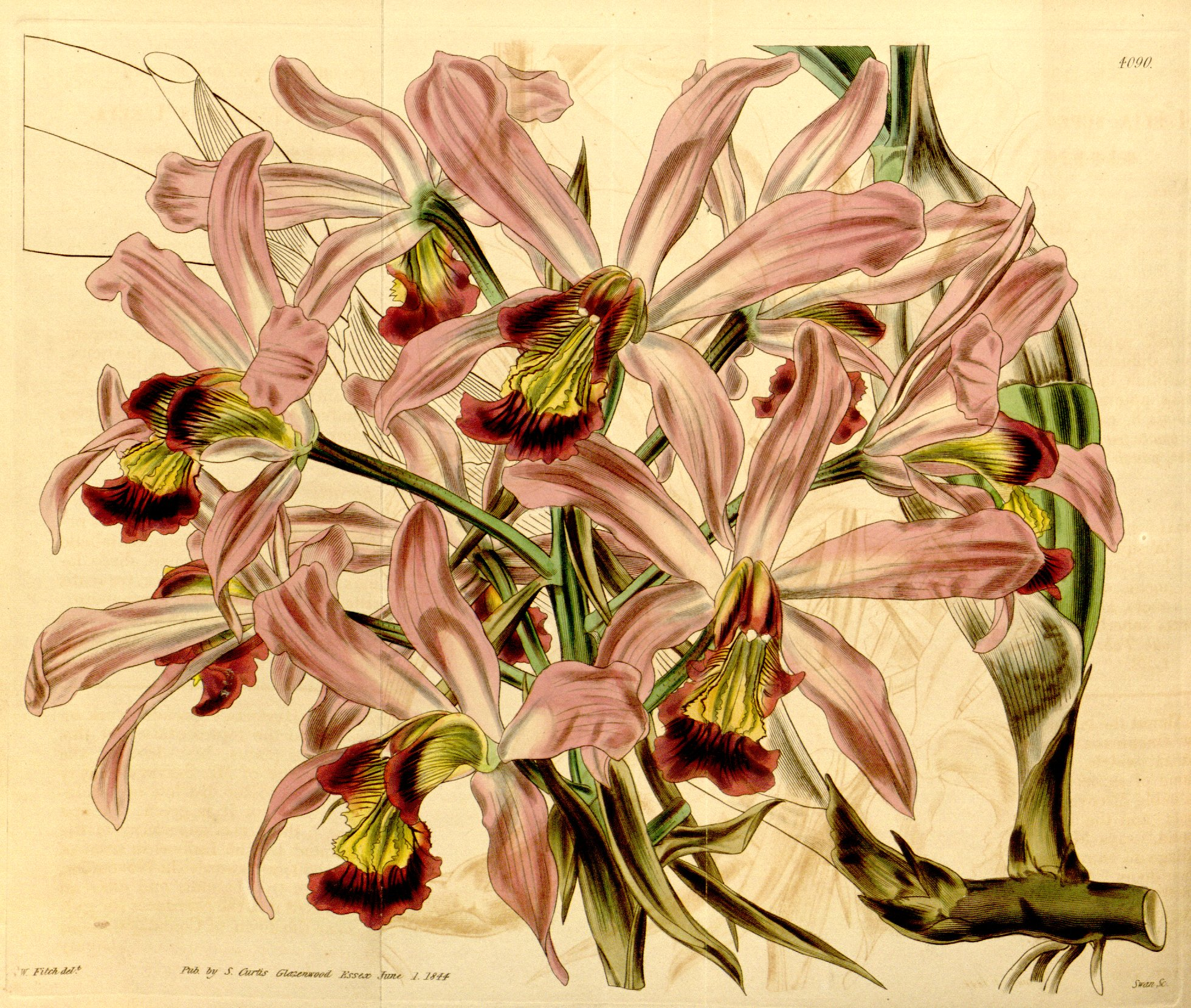
Ilustración

## Descripción
Es una orquídea de tamaño grande, con hábitos de epifita con alargados pseudobulbos surcados, oblongo-fusiforme, ligeramente comprimidos que  llevan de 1 a 3 hojas, apicales, oblongas u oblongo-lanceoladas, obtusas o agudas, conduplicadas hacia la base, hojas muy coriáceas que tienen una inflorescencia erecta a arqueada, simple, de 120 cm de largo, apical, con muchas flores, inflorescencia racemosa, surgida de un pseudobulbo maduro y que tiene grandes brácteas, lanceoladas y acuminadas, que llevan flores grandes y duraderas vistosas y fragantes que se producen a finales del otoño y principios del invierno.

## Distribución y hábitat
Se encuentra en México, Guatemala, Honduras y Nicaragua en los bosques abiertos o húmedos en los árboles o las rocas por debajo de ellos en las montañas de la Sierra Madre de Chiapas a altitudes de 800 a 2.000 metros, donde forma densas colonias. 

## Taxonomía
Laelia superbiens fue descrita por John Lindley y publicado en Edwards's Botanical Register 26: Misc. 46. 1840.
Etimología
Laelia: nombre genérico que ha sido nombrado por "Laelia", una de las vírgenes vestales, o por el nombre romano de "Laelius", perteneciente a una antigua familia romana.
superbiens: epíteto latíno que significa "soberbia, magnífica".
Sinonimia
- Amalia superbiens (Lindl.) Heynh.
- Bletia superbiens (Lindl.) Rchb.f.
- Cattleya superbiens (Lindl.) Beer
- Laelia superbiens var. decorata Rchb.f.
- Laelia superbiens var. quesneliana R.Warner & B.S.Williams
- Schomburgkia superbiens (Lindl.) Rolfe[4][5]